# 아이트벤하두

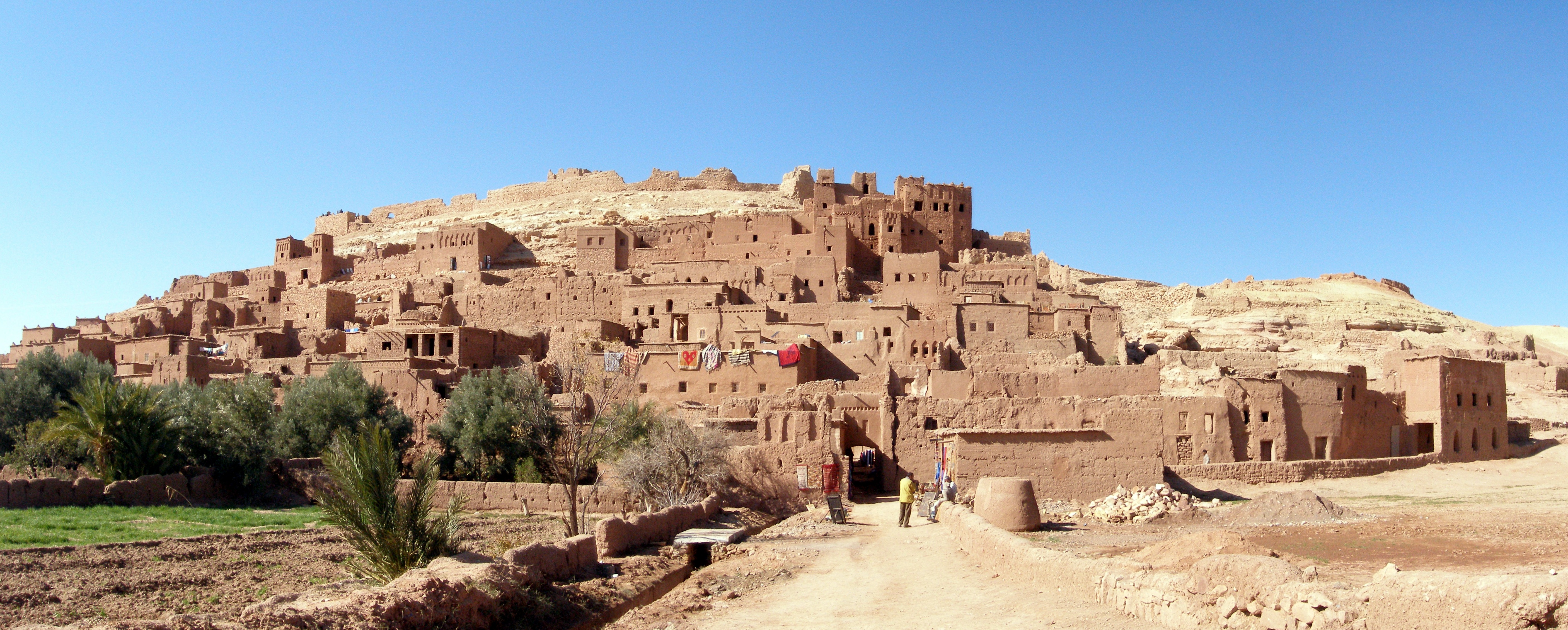

아이트벤하두(Aït Benhaddou, 베르베르어: ⴰⵢⵜ ⴱⴻⵏⵃⴰⴷⴷⵓ, 아랍어: آيت بن حدّو)는 오늘날 모로코의 사하라 사막과 마라케시 사이에 위치한 요새 도시이다.
크사르 아이트벤하두는 모로코 점토 건축의 전형적인 예시를 보여주며 1987년 이후로 유네스코 세계유산으로 지정되었다.

## 아이트벤하두에서 촬영된 영화
- 소돔과 고모라 (1963)
- 나자렛 예수 (1977)
- 나일의 대모험 (1985)
- 007 리빙 데이라이트 (1987)
- 그리스도 최후의 유혹 (1988)
- 쿤둔 (1997)
- 미이라 (1999)
- 글래디에이터 (2000)[2]
- 알렉산더 (2004)
- 킹덤 오브 헤븐 (2005)
- 바벨 (2006)
- 페르시아의 왕자 (2010)
- 선 오브 갓 (2014)

TV 시리즈 왕좌의 게임, 브라질의 TV 시리즈 오 클론의 일부에 사용되기도 했다.

## 갤러리

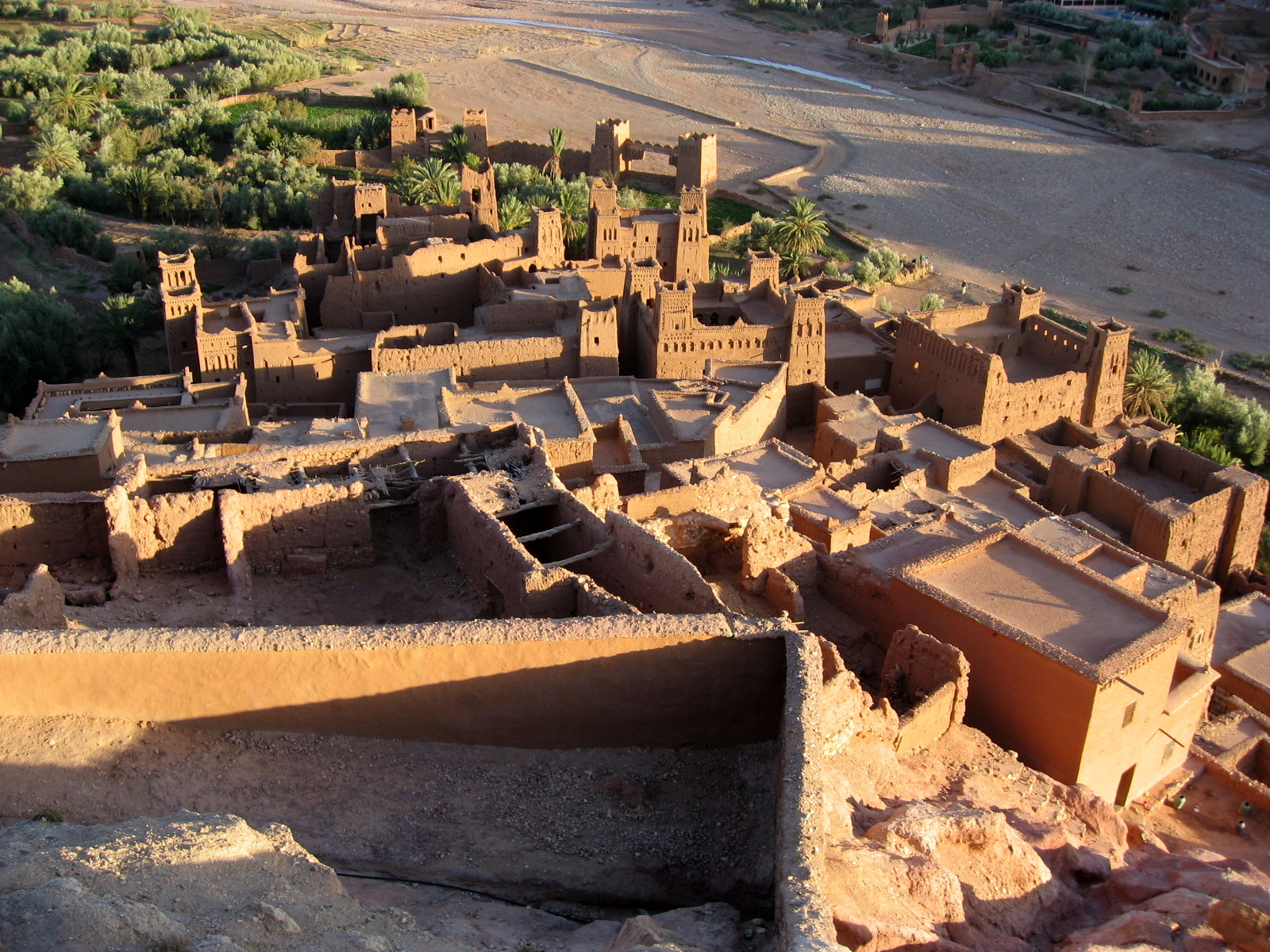
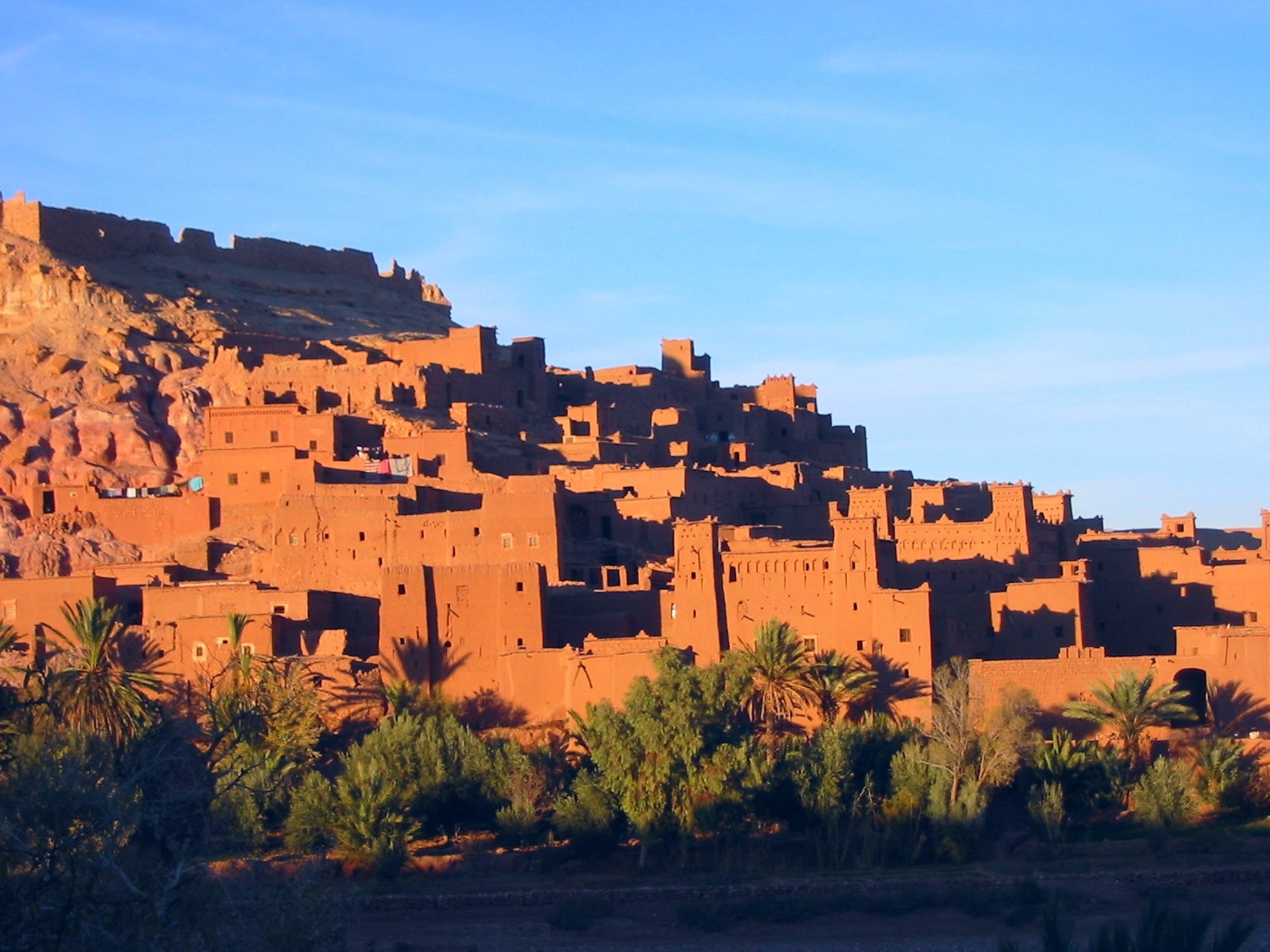
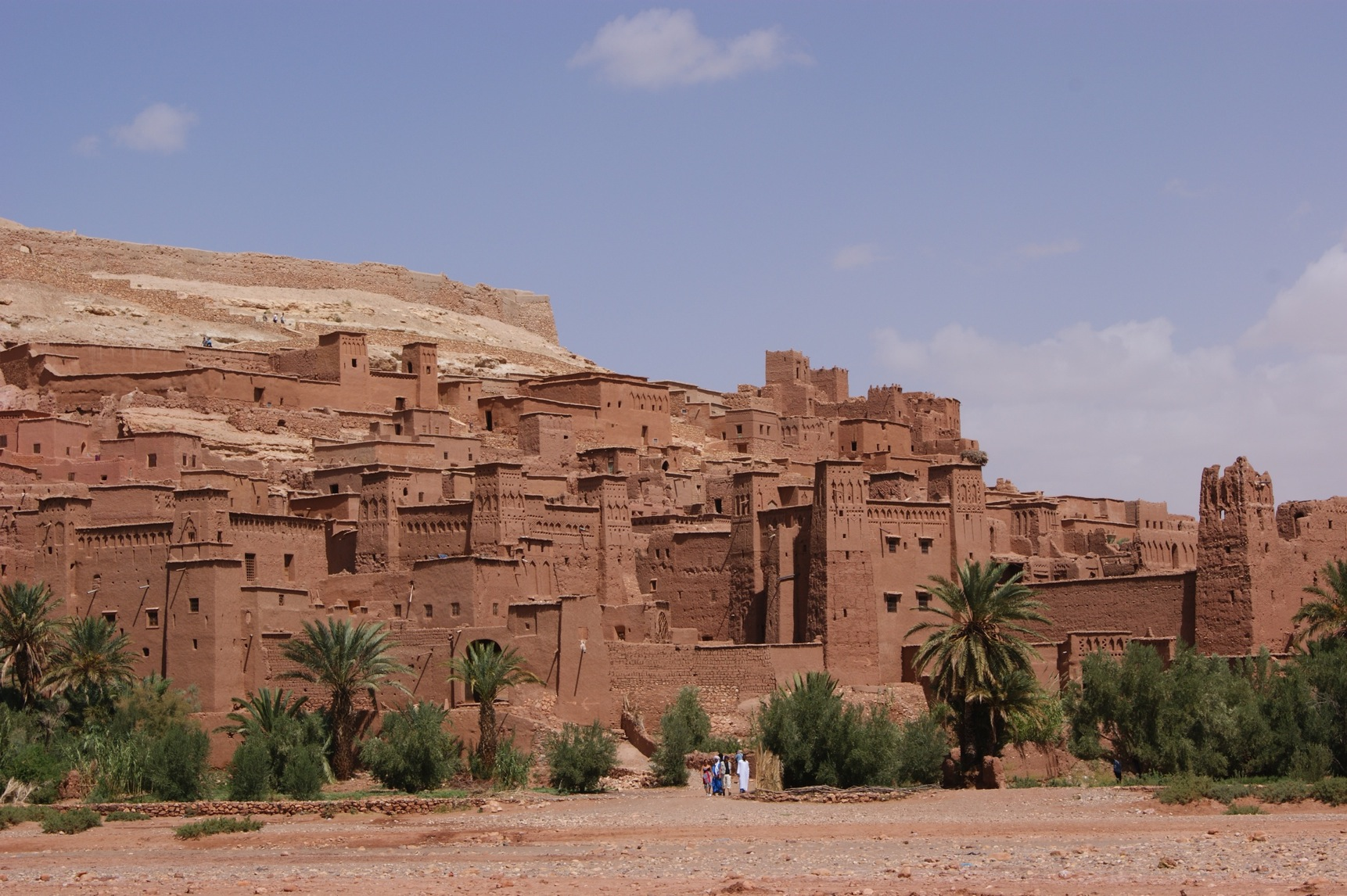
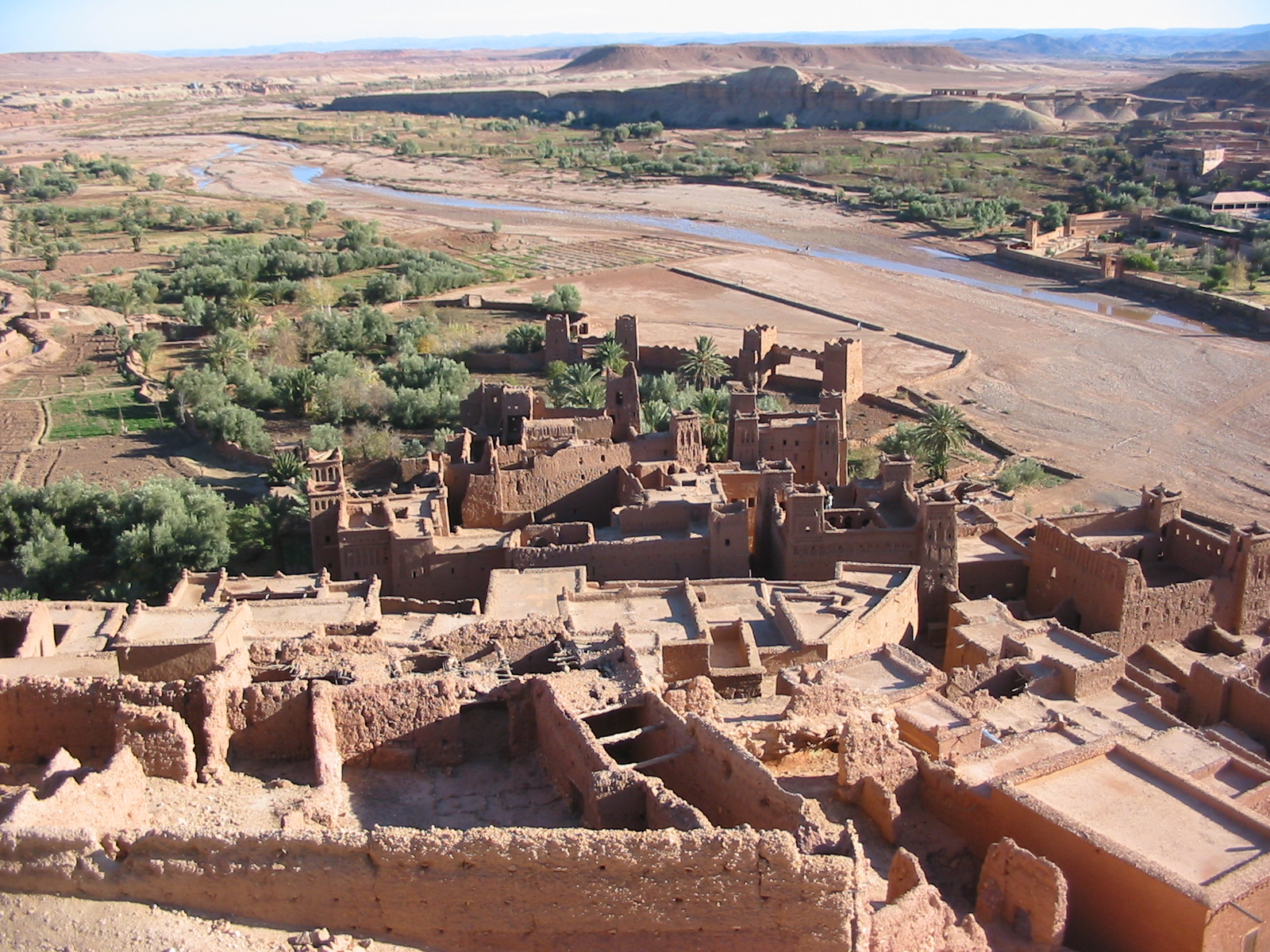
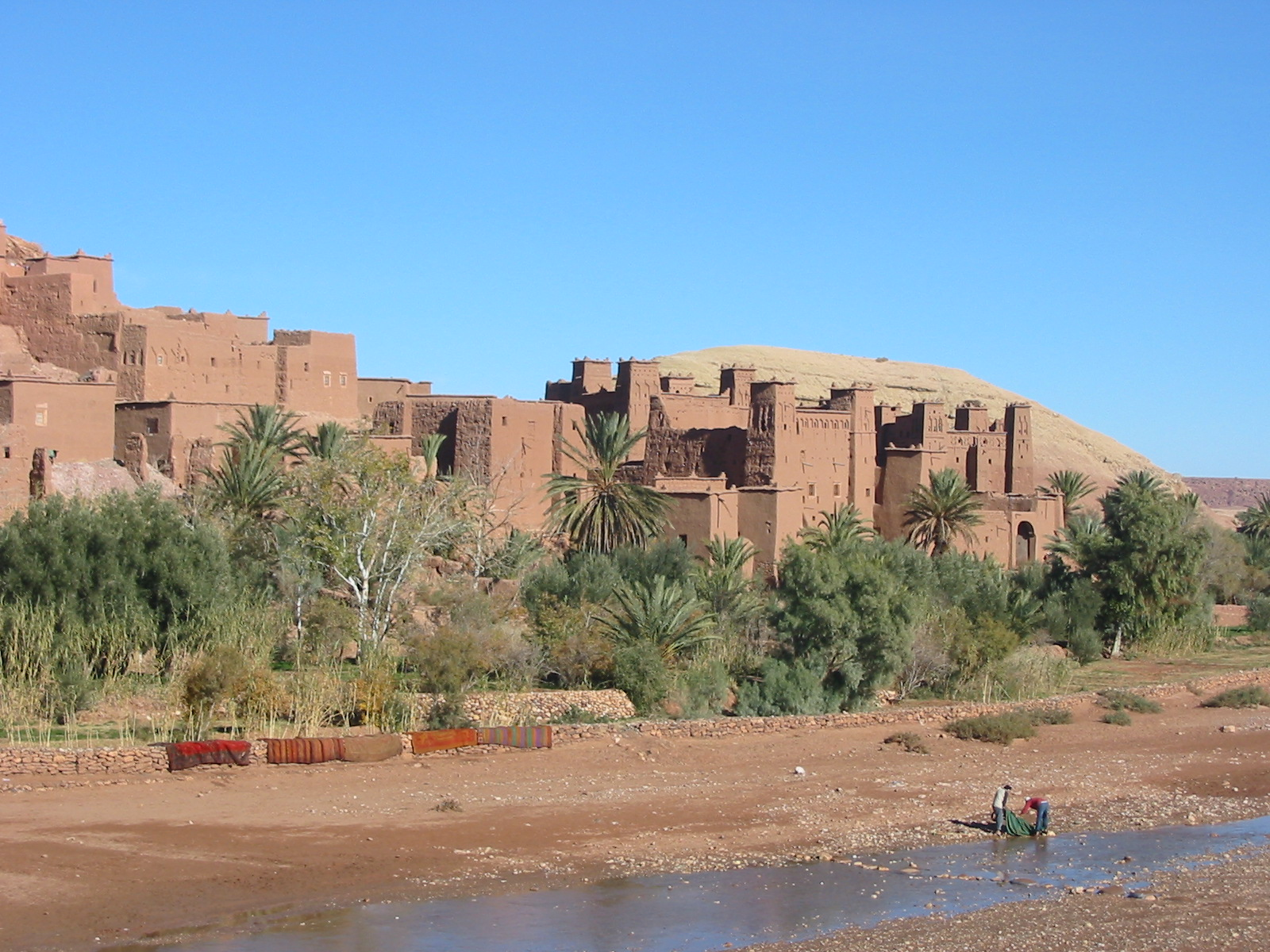
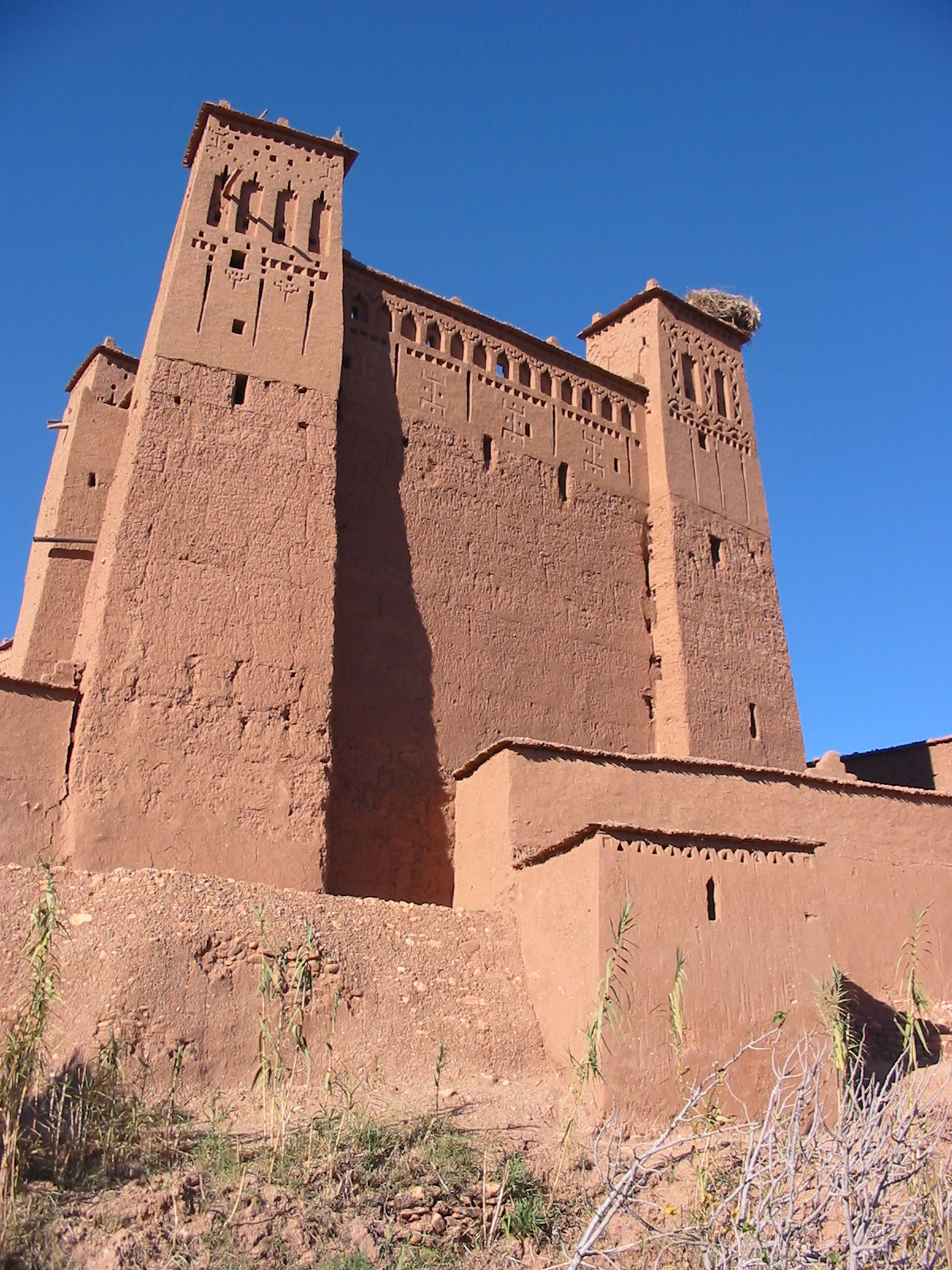
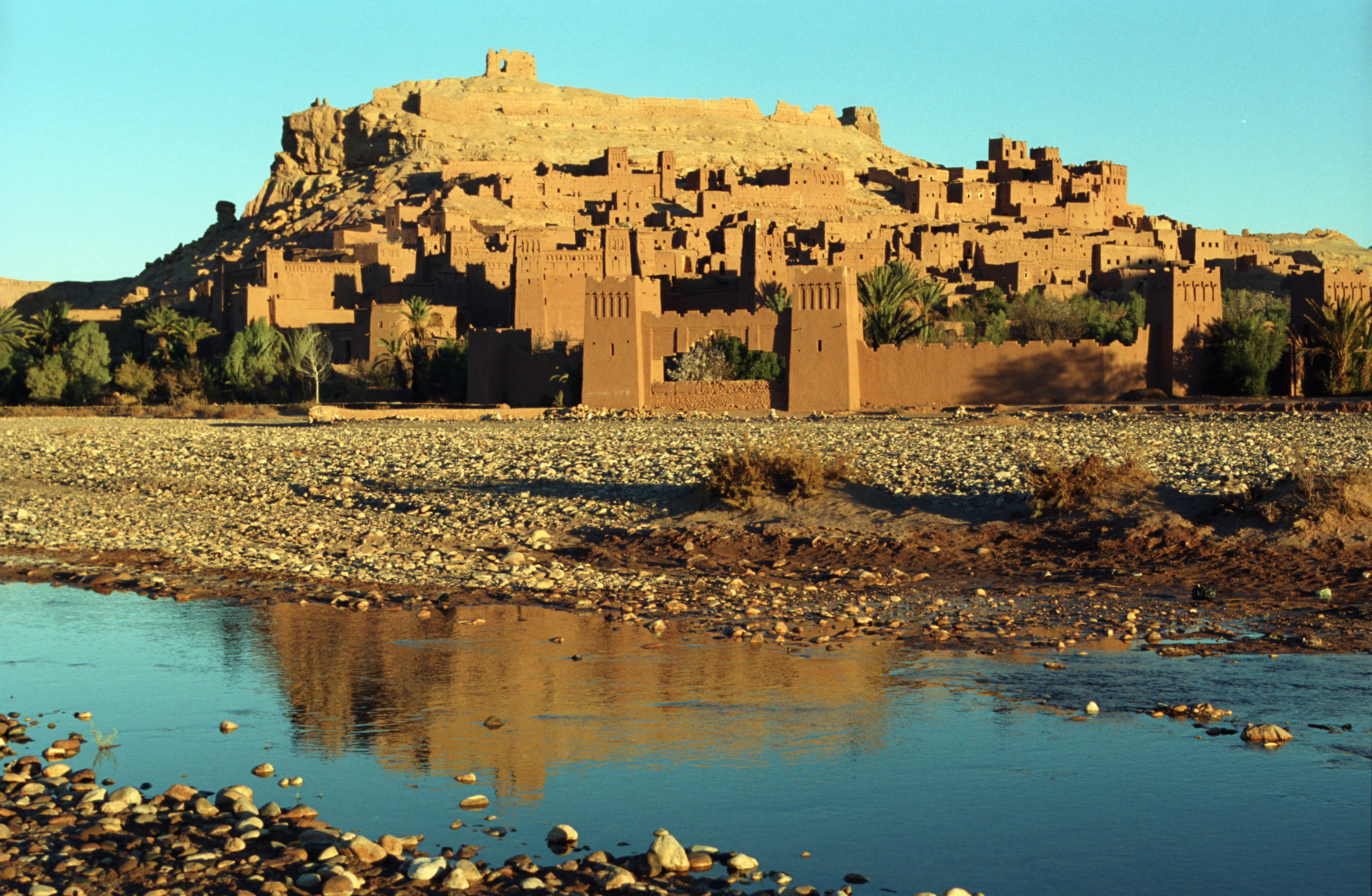
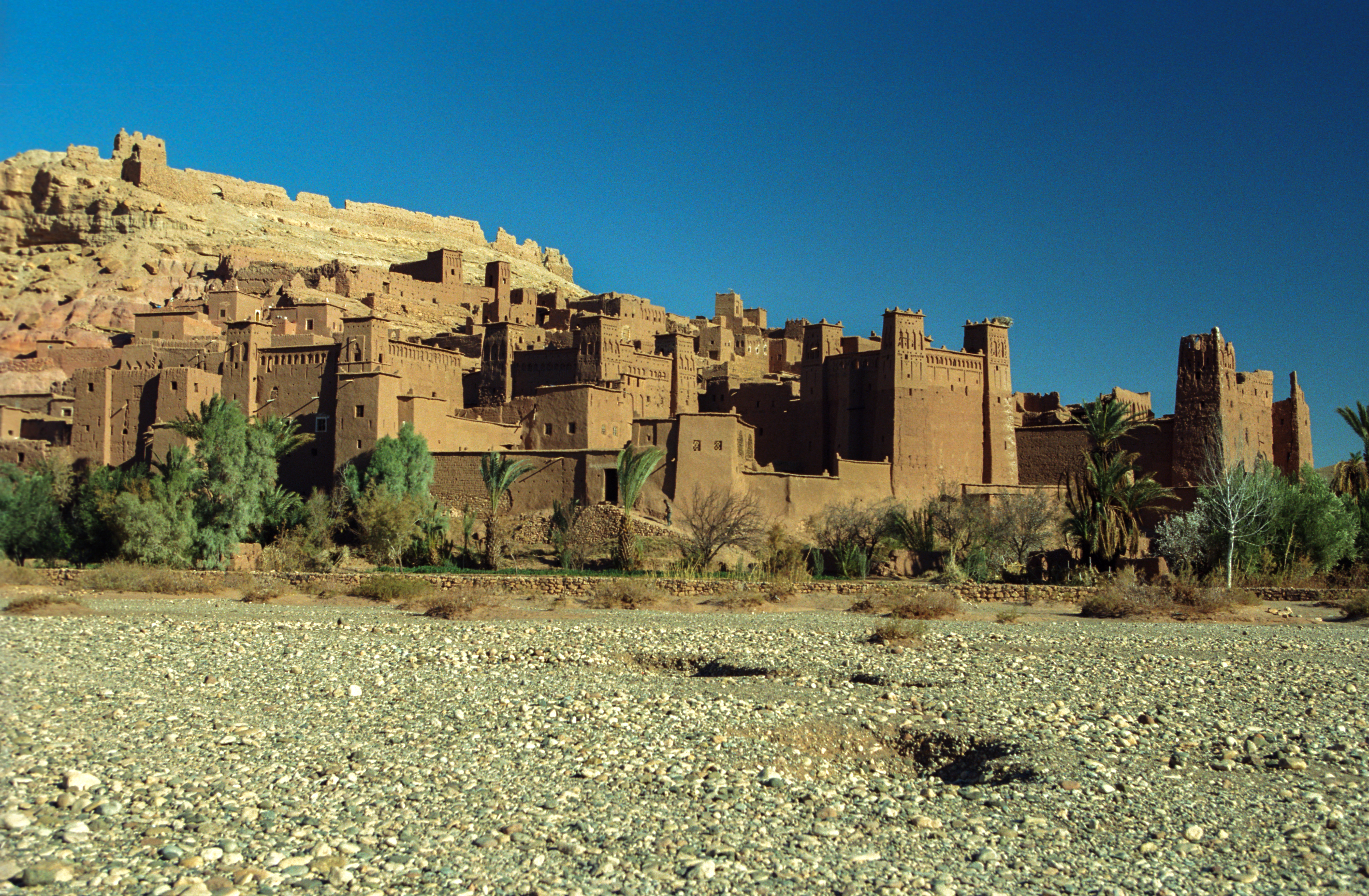
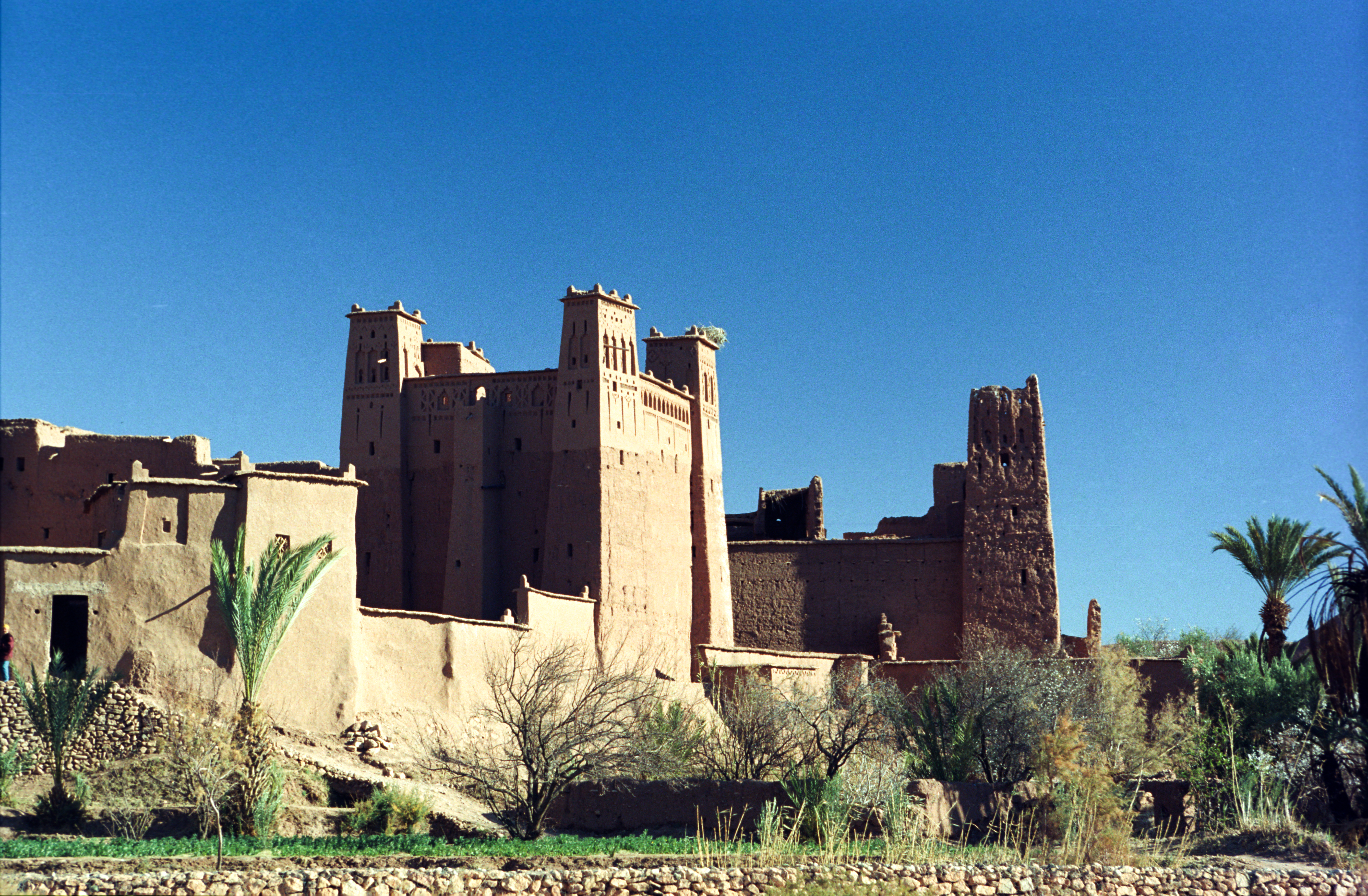
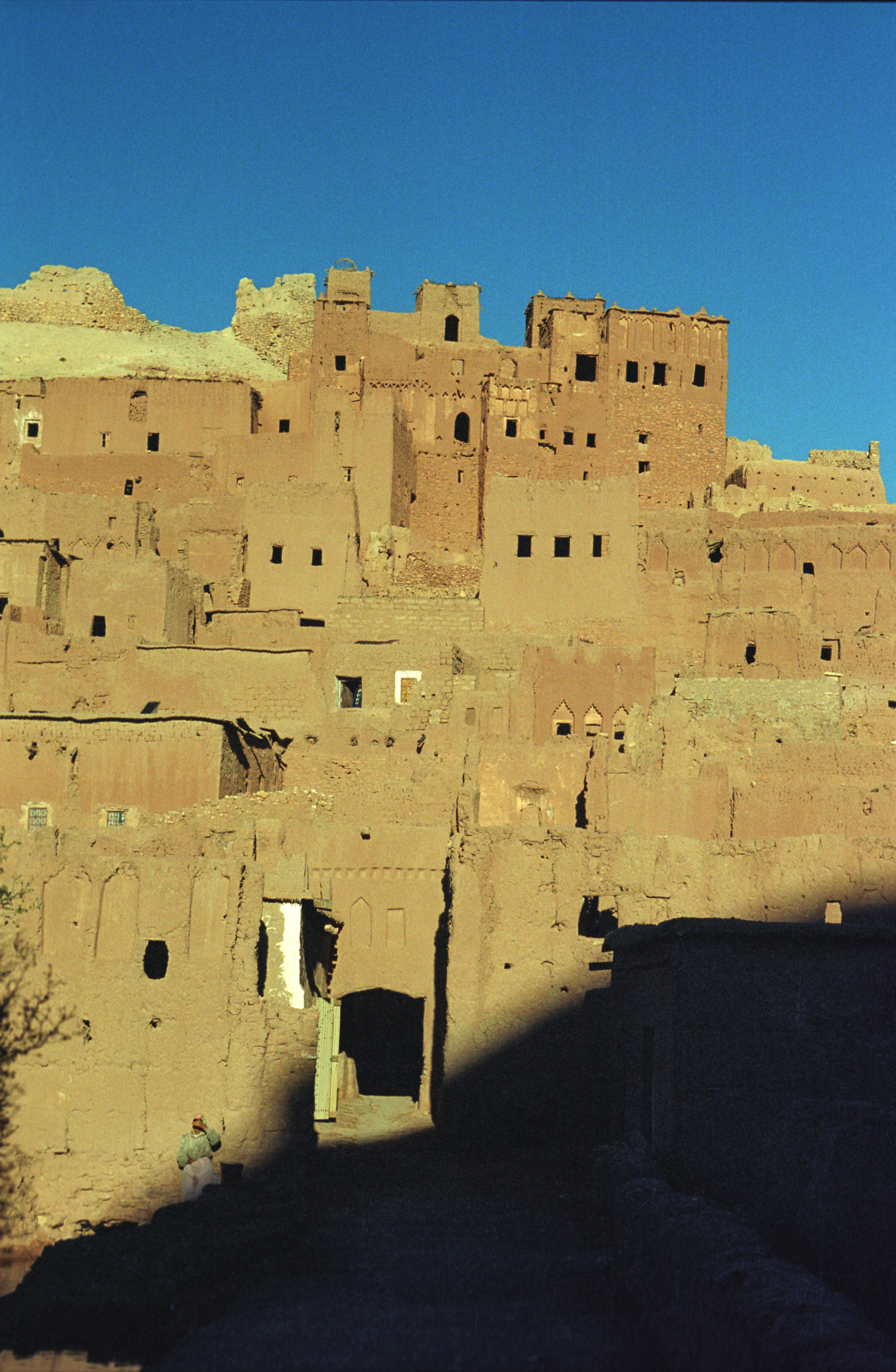
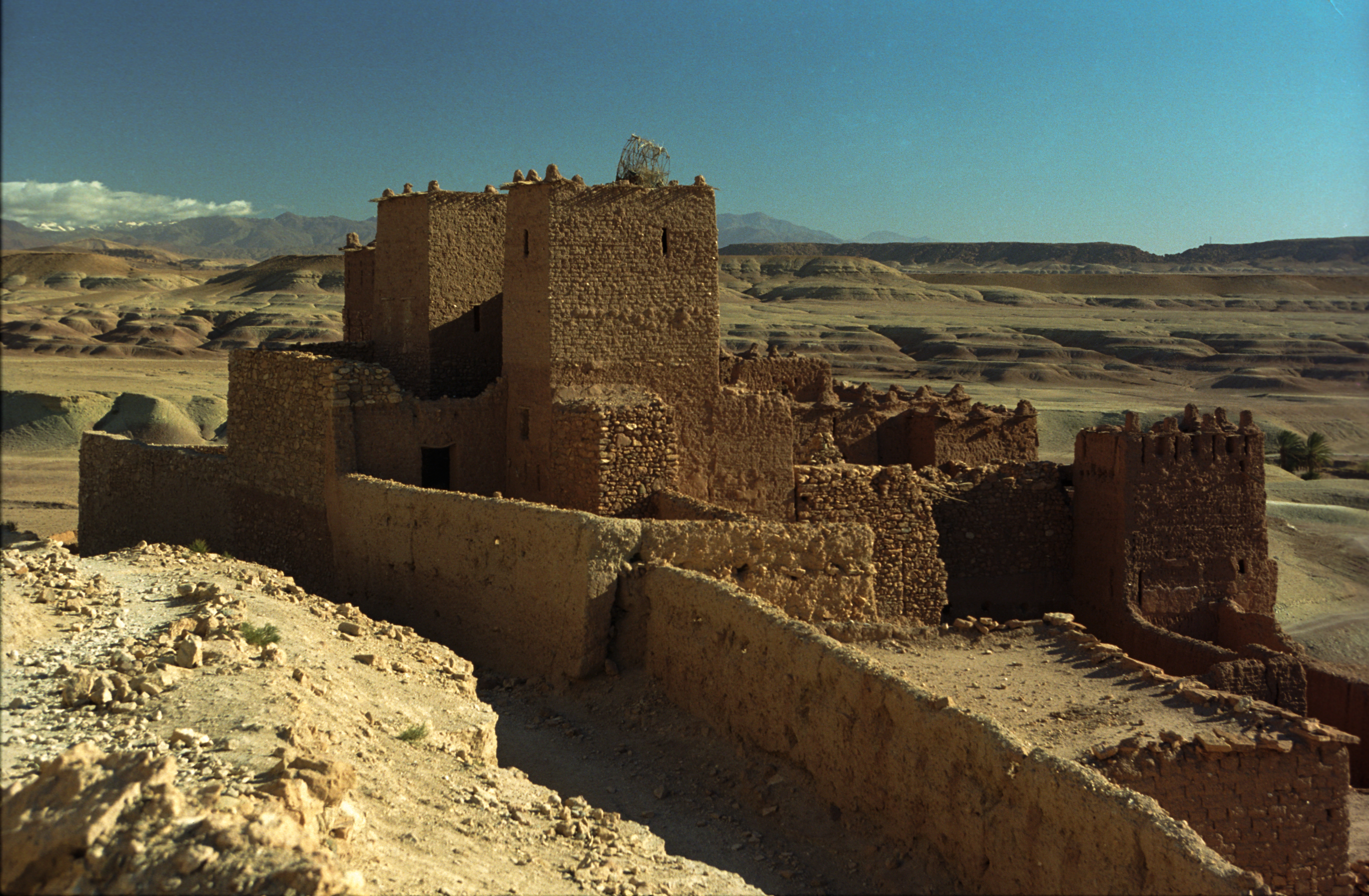
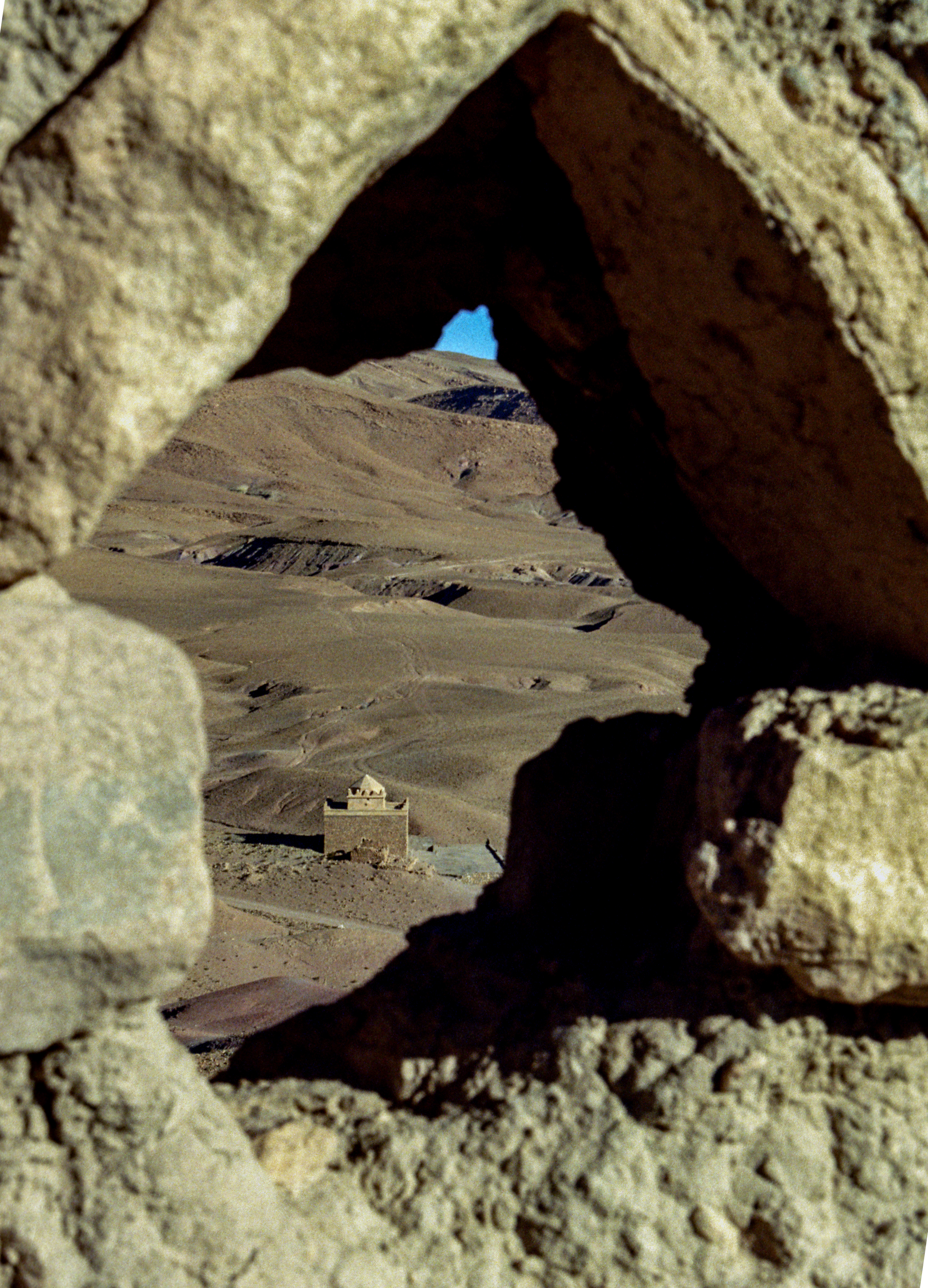
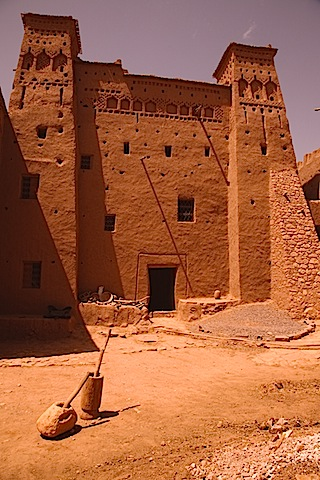